# Leif Nylén
Leif Paul Nylén, född 22 maj 1939 i Trondheim, död 10 juli 2016, var en svensk författare, litteraturkritiker, konstkritiker och musiker i proggbandet Blå Tåget. Han var son till Paul Nylén, dotterson till Theodor Ahlford och gift med Louise Waldén.

## Biografi
Nylén blev filosofie kandidat vid Uppsala universitet 1963, var litteraturkritiker i Stockholms-Tidningen 1963–1966, ingick i redaktionen för Rondo 1961–1964, Gorilla 1966–1967, reklamredaktör på Bonniers 1966–1967, redaktör för Paletten 1968–1970, Konstrevy 1970–1971, lärare vid Teckningslärarinstitutet 1970–1976 samt konst- och litteraturkritiker i Dagens Nyheter från 1972. Som redaktör för Paletten var han betydelsefull för den experimentella konst– och poesiscenen. Han har även skrivit konkret poesi. Hans antologi Den öppna konsten som gavs ut 1998 behandlar den tidens experimentella scen. Under pseudonymen Peter Husberg skrev han en collageroman, Bröderna Casey (1964), tillsammans med P.O. Enquist och Torsten Ekbom.
I bandet Blå Tåget spelade han trummor och skrev texter, bland annat till låten "Den ena handen vet vad den andra gör" som senare blev känd som "Staten och kapitalet" i Ebba gröns version. Han skrev även några texter för bandet Nynningen. Som konstnär är han representerad vid bland annat Moderna museet.